# Torneo Competencia 1959
Het Torneo Competencia 1959 was de twintigste editie van deze Uruguayaanse voetbalcompetitie. Het toernooi stond enkel open voor clubs uit de Primera División en liep van mei tot juli 1959. Club Nacional de Football prolongeerde hun titel.

## Teams
Aan het Torneo Competencia deden enkel ploegen mee die dat jaar speelden in de Primera División. In 1959 waren dat onderstaande ploegen, die allen uit Montevideo afkomstig waren. Ten opzichte van vorig jaar ontbrak daardoor degradant CA Fénix, terwijl promovendus Racing Club de Montevideo wel weer mee mocht doen.
| Clubs                   | Clubs                     |
| ----------------------- | ------------------------- |
| CA Cerro                | Club Nacional de Football |
| Danubio FC              | CA Peñarol                |
| CA Defensor             | Racing Club de Montevideo |
| Liverpool FC            | Rampla Juniors FC         |
| Montevideo Wanderers FC | IA Sud América            |

## Toernooi-opzet
Het Torneo Competencia werd gespeeld voorafgaand aan de Primera División. De tien deelnemende clubs speelden een halve competitie tegen elkaar en de ploeg die de meeste punten behaalde werd eindwinnaar. De behaalde resultaten telden ook mee voor het Torneo de Honor 1959. Het toernooi was een Copa de la Liga; een officieel toernooi, georganiseerd door de Uruguayaanse voetbalbond (AUF).

## Toernooiverloop
Na twee speelrondes werd de leiding gedeeld door IA Sud América, landskampioen CA Peñarol en titelverdediger Club Nacional de Football. In de derde speelronde behaalde Nacional een ruime zege op Liverpool FC en ze bleven daardoor als enige koploper over, omdat Peñarol en Sud América elkaar in evenwicht hielden.
Twee weken later leed Nacional een nederlaag tegen Sud América, die daardoor de koppositie overnamen. Nacional zakte naar de tweede plek, die ze deelden met Peñarol (dat gelijk had gespeeld) en ook met Rampla Juniors FC. Met nog vier speelrondes te gaan zou de titel beslist worden tussen deze vier ploegen. Eind juli wonnen ze tijdens de zesde speelronde alle vier, waardoor er onderling niks veranderde in de stand.
In de zevende speelronde troffen Sud América en Rampla Juniors elkaar. Deze wedstrijd eindigde in een 2–2 gelijkspel en omdat Peñarol en Nacional wel wisten te winnen waren er nu drie koplopers. Daarachter stond Rampla Juniors met één punt minder. Een week later troffen mede-koplopers Nacional en Peñarol elkaar. Deze wedstrijd werd door een doelpunt van Nelson Leone beslist in het voordeel van Nacional. Omdat Sud América punten liet liggen bleef Nacional als enige koploper over na acht van de negen wedstrijden.
Tijdens de laatste speelronde speelden Nacional en Rampla Juniors tegen elkaar. Nacional zou hun titel prolongeren bij een overwinning en dat resultaat behaalden ze ook: Rampla Juniors werd met 4–1 verslagen. Omdat Sud América won van Cerro zou een gelijkspel onvoldoende zijn geweest. Nu eindigde Nacional met een punt voorsprong op Sud América, dat wel als enige ploeg ongeslagen bleef. Dit was voor Sud América een evenaring van hun beste toernooiresultaat uit 1936 en de enige keer dat ze het Torneo Competencia ongeslagen af zouden sluiten. Peñarol en Rampla Juniors eindigden op respectievelijk twee en drie punten achterstand. De vijfde plaats was voor CA Defensor, dat echter wel negen punten minder dan Nacional had behaald.

### Eindstand
|     | Club                      | Sp. | W | G | V | Pnt. | DV | DT | DS  |
| --- | ------------------------- | --- | - | - | - | ---- | -- | -- | --- |
| 1.  | Club Nacional de Football | 9   | 8 | 0 | 1 | 16   | 26 | 8  | +18 |
| 2.  | IA Sud América            | 9   | 6 | 3 | 0 | 15   | 16 | 9  | +7  |
| 3.  | CA Peñarol                | 9   | 6 | 2 | 1 | 14   | 20 | 8  | +12 |
| 4.  | Rampla Juniors FC         | 9   | 6 | 1 | 2 | 13   | 20 | 12 | +8  |
| 5.  | CA Defensor               | 9   | 2 | 3 | 4 | 7    | 8  | 16 | –8  |
| 6.  | Montevideo Wanderers FC   | 9   | 2 | 2 | 5 | 6    | 19 | 19 | 0   |
| 7.  | Danubio FC                | 9   | 2 | 2 | 5 | 6    | 15 | 16 | –1  |
| 8.  | Liverpool FC              | 9   | 2 | 1 | 6 | 5    | 10 | 20 | –10 |
| 9.  | Racing Club de Montevideo | 9   | 1 | 2 | 6 | 4    | 8  | 18 | –10 |
| 10. | CA Cerro                  | 9   | 1 | 2 | 6 | 4    | 9  | 25 | –16 |

| Winnaar Torneo Competencia 1959    |
| ---------------------------------- |
| Club Nacional de Football 6e titel |

1934 ·
1936 ·
1941 ·
1942 ·
1943 ·
1944 ·
1945 ·
1946 ·
1947 ·
1948 ·
1949 ·
1950 ·
1951 ·
1952 ·
1953 ·
1955 ·
1956 ·
1957 ·
1958 ·
1959 ·
1961 ·
1962 ·
1963 ·
1964 ·
1967 ·
1985 ·
1986 ·
1987 ·
1988 ·
1989 ·
1990